# 탄생 (2022년 영화)
《탄생》은 2022년에 개봉한 대한민국의 영화이다.

## 캐스팅
- 윤시윤 : 김대건 역
- 안성기 : 유진길 역
- 윤경호 : 현석문 역
- 이문식 : 조신철 역
- 이경영 : 이응식 역
- 신정근 : 임치화 역
- 이호원 : 최양업 역
- 송지연 : 즈린 / 김선 역
- 최무성 : 김제준 역
- 백지원 : 고우르술라 역
- 하경 : 김방지거 역
- 성혁 : 이상적 역
- 임현수 : 최방제 역
- 남다름 : 헌종 역
- 김광규 : 임치백 역
- 박지훈 : 임성룡 역
- 차청화 : 김아기 역
- 강말금 : 김데레사 역
- 이준혁 : 형조판관 역
- 로빈 데이아나 : 리브와 신부 역
- 미상: 세실 함장 역
- 미상: 올콕 대사 역
- 포스터 버든: 헨리 포팅어 역
- 민성욱: 아이신기오로 기영 역
- 김강우 : 정하상 역 (특별출연)
- 정유미 : 박희순 역 (특별출연)